# Rovišče, Zagorje ob Savi
Rovišče este o localitate din comuna Zagorje ob Savi, Slovenia, cu o populație de 40 de locuitori.